# 차이 (차)
차이(튀르키예어: Çay, 영어: cahi)는 튀르키예의 전통 차이다. 튀르키예뿐만 아니라 발칸반도나 북키프로스에도 여러 종류로 퍼져있다.

## 용어
차이라고 하면 인도식으로 조리해서 마시는 홍차, 즉 계피, 카다멈, 정향 등의 향신료를 홍차와 함께 우유에 넣어 냄비로 끓여낸 마살라 차이를 떠올린다. 하지만 튀르키예식 차이(튀르키예어: Çay)는 홍차잎을 스트레이트로 진하게 내려서 뜨거운 물을 좀더 붓고 설탕을 넣어 마시는 차를 의미한다.

## 튀르키예의 홍차

### 역사와 문화
튀르키예는 원래 커피로 유명한 나라지만, 현재는 커피보다 차이를 많이 마시는 나라가 되었다. 1923년 튀르키예 공화국이 수립된 이후에 정부가 앞장서 차이 산업을 육성했기 때문이다. 커피를 생산하는 예멘 지역에 대한 실권을 잃은 뒤 비싼 값으로 커피를 수입해야 하는 데 따른 부담을 줄이기 위해 차 재배를 시작하였다.
튀르키예는 1938년 동북부 흑해 지방에 위치한 작은 도시 리제(튀르키예어: Rize)에서 처음으로 찻잎 재배에 성공했고, 1973년 국영 기업 차이쿠르(튀르키예어: Çaykur)가 설립된 이후로는 수출까지 성공했다. 튀르키예 사람들은 차이를 물처럼 마신다고 해도 과언이 아니다. 튀르키예인들의 홍차 섭취량은 1인당 6.87kg으로 세계 1위이다. 이는 차 문화로 매우 유명한 나라 중 하나인 영국이 1인당 2.74kg의 차를 소비하는 것과 대조된다.
인도식 마살라 차이와 가장 다른 점은 우유대신 설탕을 타서 마시는데, 차에 타는 설탕의 양이 엄청나다. 튀르키예식 찻잔은 허리가 잘록하고 크기도 작은데, 이 작은 잔에 설탕을 3~4스푼 정도 넣는다. 차이에 설탕을 많이 탈 수록 손님을 환대한다는 의미이기 때문. 튀르키예에서 차이를 마신다는 것은, 사교관계에서 매우 중요한 역할을 차지한다. 시장에서 구경을 하는 관광객에게 차이를 권하고, 심지어 식사중에는 음식을 권하기도 한다. 이런 풍경은 튀르키예에서 매우 흔하고 자연스러운 일이다. 또한 차이를 자주 먹는 지역 사람들은 차를 따를 때 잔에 높이 따를수록 행운이 온다고 여긴다.
튀르키예 사람들은 보통 하루 3~5차례 차이를 마시며, 한 번 마실 때 서너 잔씩 마신다. 찻잔에 차가 다 없어지기 전에 다시 채워놓는 것이 튀르키예의 문화이기 때문에, 더 이상 차이를 마시기 원하지 않는 경우 차 스푼을 반대로 눕혀 찻잔 위에 올려놓아야 한다.

### 준비
튀르키예식 차이는 굉장히 오랫동안 끓이는데, 두 개의 주전자로 이루어진 차이단륵(튀르키예어: Çaydanlık)을 이용하여 아래층 주전자에는 뜨거운 물을, 위층 주전자에는 홍찻잎을 넣고 끓인다. 아래층의 물이 충분히 끓으면 위층 주전자 홍찻잎에 물을 부어 홍차를 우리면서 계속 끓여 차를 마시고 싶을 때마다 위층 주전자의 진한 홍차와 아래층 주전자의 뜨거운 물을 섞어서 차를 따라 마신다. 홍차를 계속 우리면 탄닌 성분 때문에 떫은 맛이 강해지게 되는데, 튀르키예의 차이는 떫은 맛을 줄이기 위해 뜨거운 물을 많이 섞고 설탕을 가득 타게 되었다.

## 도구

### 주전자와 찻잔

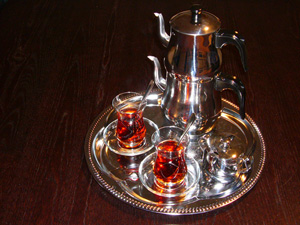
차이단륵과 찻잔

튀르키예의 차이는 두 개의 층으로 된 주전자인 차이단륵과 찻잎만 있으면 어디서든 끓일 수 있다는 장점을 가지고 있다.
차이를 마실 때는 일반적인 모양의 잔이 아닌 차이 바르다으(튀르키예어: Çay bardağı)라고 하는
허리가 잘록하게 길고 손잡이가 없는 작은 찻잔을 사용한다.

## 재료

### 찻잎

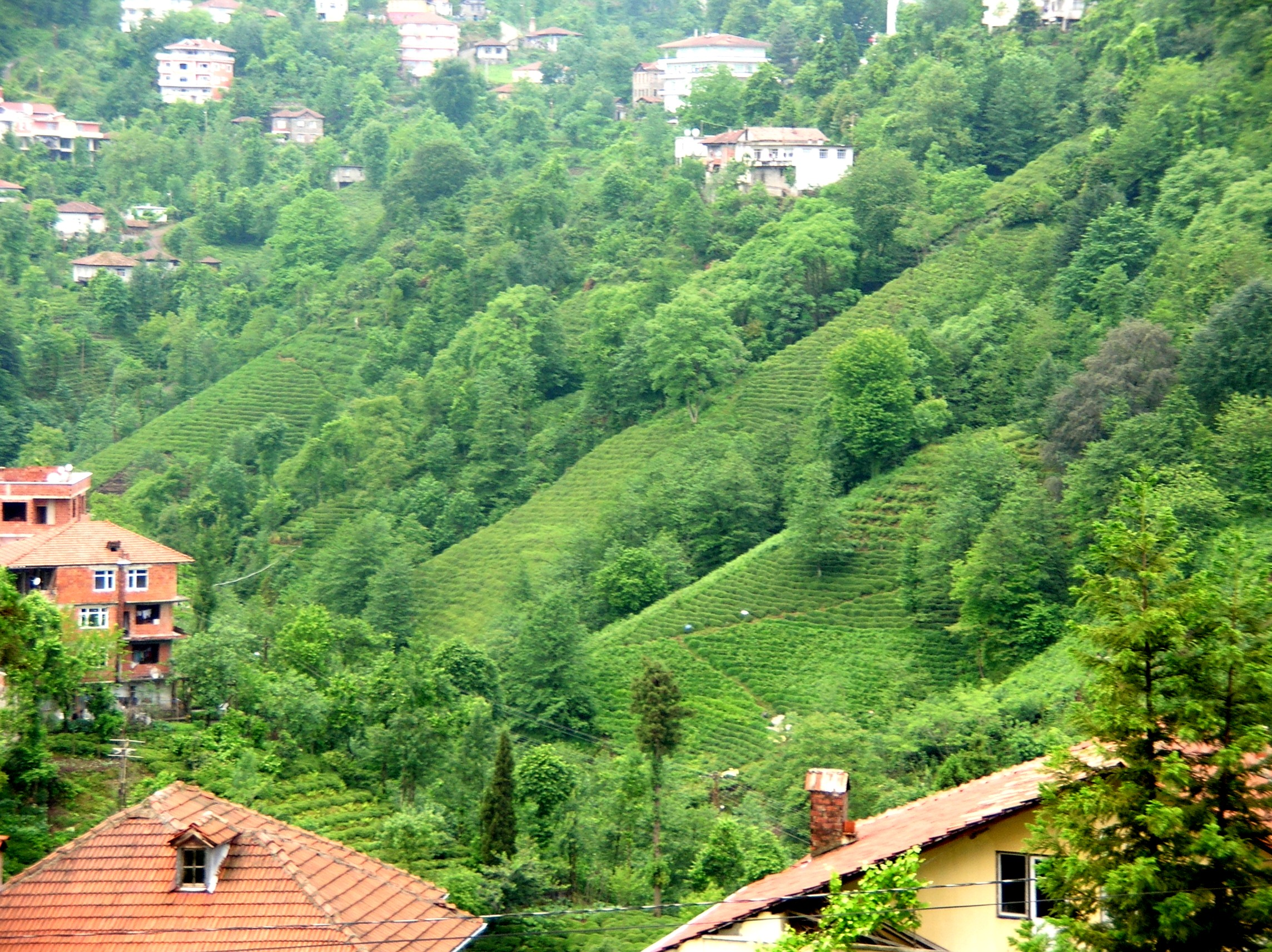
리제지방의 차밭

지리적으로 먹을 것이 많이 재배되는 튀르키예는, 찻잎 또한 엄청나게 많이 재배한다. 동북부 흑해지방에 위치한 작은 도시 리제는 세계적인 홍차 생산지로 이름이 높다. 리제에서 생산된 홍차는 산뜻하면서도 오랫동안 끓여도 떫은 맛이 덜한 튀르키예식 차이에 최적화된 특징을 가지고 있다.

### 설탕
설탕은 차이를 마실 때 기호에 따라 넣는 것이 아니라 레시피에 들어가는 재료다.
차이를 마실 때 설탕을 넣지 않는다고 하면, 약간 이상하게 보는 시선이 있기 때문에 현지에서 차이를 마실 때는 꼭 설탕을 넣도록 하자.
보통 현지의 음식점이나 카페에서 차이를 마시면 항상 각설탕을 잔뜩 가져다준다. 하지만 집에서 차이를 마실때는 설탕단지에서 바로 티스푼으로 퍼서 넣기도 한다.

## 같이 보기
- 사모바르
- 아이란
- 튀르키예 커피
- 살렙
- 보자 (음료)